# Ishaq ibn Múslim
Ishaq ibn Múslim al-Uqaylí fou ostikan (governador) d'Armènia del 744 fins vers el 750. Va servir al costat de Marwan ibn Muhàmmad a Armènia i Azerbaidjan i el 738 va combatre eficaçment al Caucas contra els khàzars, derrotant el príncep Tuman Shah i capturant les seves fortaleses. Algunes fonts, com al-Baladhuri (seguit per Ghazarian), l'anomenen Abd-al-Màlik (Abd-al-Màlik Ishaq?).
El 744, en sortir del país el governador Marwan ibn Muhàmmad, Ishaq el va substituir, tot exercint a Armènia, Azerbaidjan i Derbent.
Va esclatar aviat la lluita entre els Bagratuní i els Mamiconis, a la qual Ishaq no va poder posar final. Asoci II Bagratuní va sortir del país vers el 745 i Gregori II Mamiconi fou nomenat patrici i generalíssim, però uns mesos després el califa va ordenar destituir-lo i restituir a Asoci II.
El 745/746 va acompanyar al Marwan en la seva campanya a la Jazira durant la Tercera Fitna, retornant aleshores a Armenia-Azerbaidjan, que hauria conservat fins al 750, a la caiguda dels omeies. Vers el 747 fou derrotat pels rebels kharigites de l'Azerbaidjan, segons at-Tabarí.
El 750 els omeies foren enderrocats pels abbàssides i el germà del nou califa, de nom Abu-Jàfar al-Mansur, fou nomenat governador. Ishaq va reunir les restes de l'exèrcit omeia i es va reunir als partidaris de Marwan a Armènia i Jazira, bases del poder de Marwan; es va establir amb seixanta mil homes a la fortalesa de Sumaysat, esperant les forces abbàssides. Finalment es va negociar un acord entre les parts (Ishaq d'un costat i el futur califa al-Mansur, de l'altre). Molts dels caps pro-omeies foren acceptats dins l'exèrcit abbàssida; el propi Ishaq va esdevenir un influent general d'al-Mansur i esdevingué un dels seus consellers. El seu germà Bakkar ibn Múslim, que el 754 va participar en la revolta d'Abd-Al·lah ibn Alí, fou perdonat a petició d'Ishaq i rehabilitat, i va servir com a general en el govern d'Armènia sota al-Mansur.